# Ionstyrke
Ionstyrke ({\displaystyle I}) er et mål for en ionisk opløsning. Den er givet ved:
{\displaystyle I={\frac {1}{2}}\sum _{i}^{n}c_{i}z_{i}^{2}}
hvor {\displaystyle i} angiver den enkelte iontype, {\displaystyle c_{i}} er koncentrationen af ionen, og {\displaystyle z_{i}} er ionens valens. I opløsningen er der {\displaystyle n} forskellige iontyper.

## Eksempel
I en 1 M opløsning af natriumchlorid (NaCl, køkkensalt) er der natrium- og chlorid-ioner:
{\displaystyle {\text{NaCl (s)}}\rightarrow {\text{Na}}^{+}{\text{ (aq)}}+{\text{Cl}}^{-}{\text{ (aq)}}}
Hvis saltet er helt dissocieret, har hver ion derfor en koncentration på 1 M og en valens på henholdsvis +1 og -1. Ionstyrken af opløsningen er derfor:
{\displaystyle I={\frac {1}{2}}(1{\text{ M}}\cdot 1^{2}+1{\text{ M}}\cdot (-1)^{2})=1{\text{ M}}}